# Andrzej Śluzek
Andrzej Stefan Śluzek (ur. 3 października 1953 w Warszawie) – polski inżynier, profesor nauk technicznych. Specjalizuje się w automatyce i robotyce, cyfrowych systemach wizyjnych, językach i metodach programowania robotów, systemach inteligentnych oraz systemach cyfrowych. Nauczyciel akademicki Wydziału Elektroniki Politechnice Warszawskiej (1980-1992), następnie Nanyang Technological University w Singapurze (1992-2011) oraz Khalifa University of Science w Abu Zabi (Zjednoczone Emiraty Arabskie, od 2011).

## Życiorys
Urodził się w Warszawie, gdzie uczęszczał do szkoły podstawowej i liceum. Studia z automatyki i robotyki ukończył na Politechnice Warszawskiej w 1977. Stopień doktorski otrzymał w 1981 na Wydziale Elektroniki Politechniki Warszawskiej na podstawie pracy pt. Model strukturalnego systemu hierarchicznej generacji i rozpoznawania obrazów. Na tym samym wydziale uzyskał habilitację (1990) na podstawie oceny dorobku naukowego i rozprawy Zastosowanie metod momentowych do identyfikacji obiektów w cyfrowych systemach wizyjnych. Tytuł naukowy profesora nauk technicznych został mu nadany w 2016 roku. Zagraniczne staże naukowe odbywał w Indian Institute of Science (Indie, 1987) oraz na University of Birmingham (Wielka Brytania - research fellow, 1991).
Pracował naukowo w Instytucie Automatyki na Wydziale Elektroniki Politechnice Warszawskiej (1980-1992), w Szkole Wyższej Psychologii Społecznej (2005-2007) oraz w Instytucie Fizyki toruńskiego UMK (2009-2011). W pracy badawczej zajmuje się takimi zagadnieniami jak: systemy wizyjne, inteligentne roboty oraz cyfrowe wdrażanie algorytmów.
W latach 1992–2011 pracował w Nanyang Technological University w Singapurze (School of Computing Engineering; kolejno: starszy wykładowca w latach 1992-1998, associate professor od 1999, w latach 1994-2010 zastępca dyrektora uniwersyteckiego Robotics Research Centre).
W Abu Zabi pracuje jako associate professor w Department of Electrical and Computer Engineering oraz prowadzi zajęcia m.in. z cyfrowego przetwarzania sygnałów oraz systemów wizyjnych.
Jest członkiem szeregu krajowych i międzynarodowych towarzystw naukowych i technicznych, m.in. Towarzystwa Przetwarzania Obrazów (od 1990), Singapore Robotic Games Society (członek-założyciel, od 1997), Institute of Electrical and Electronics Engineers (IEEE, od 2013 w sekcji krajowej Zjednoczonych Emiratów Arabskich) oraz Pattern Recognition and Machine Intelligence Association (PREMIA, Singapur, od 2004, członek zarządu od 2005).
Zasiada w szeregu komitetów redakcyjnych czasopism naukowych: "Machine Graphics and Vision" (od 1990), "International Journal of Humanoid Robotics" (2003-2009), "The Open Electrical and Electronic Engineering Journal" (od 2007) oraz "International Journal of Biometrics" (od 2009).
Autor podręcznika Komputerowa analiza obrazów (Wydawnictwa Politechniki Warszawskiej, Warszawa 1991). Artykuły publikował m.in. w takich czasopismach jak: "Image and Vision Computing", "IEEE Systems Journal", "Signal, Image & Video Processing" oraz "Optics Express".